# Løgmanssteypið 2018
La Løgmanssteypið 2018 è stata la 64ª edizione della coppa nazionale delle Fær Øer che si è disputata tra il 25 aprile e il 25 agosto 2018.

## Formula
Alla competizione, disputata ad eliminazione diretta, partecipano 15 squadre: alle dieci squadre della Formuladeildin se ne sono aggiunte cinque provenienti dalle serie inferiori. Tutti i turni si disputano in gara unica tranne le semifinali, giocate con partite di andata e ritorno.
In seguito alla rinuncia del MB Miðvágur una squadra è avanzata direttamente ai quarti di finale, questa squadra sarebbe stata quella non sorteggiata durante il sorteggio per il primo turno. Alla fine questa squadra è stata il Víkingur Gøta.

## Squadre Partecipanti
| Formuladeildin (10)                                                                                                | 1. deild (4)                                      | 2. deild (1) |
| 07 Vestur AB Argir B36 Tórshavn EB/Streymur HB Tórshavn KÍ Klaksvík NSÍ Runavík Skála ÍF TB/FCS/Royn Víkingur Gøta | B68 Toftir B71 Sandur Giza/Hoyvik ÍF Fuglafjørður | Undrið FF    |

## Ottavi di finale
| Squadra 1       | Risultato | Squadra 2    |
| --------------- | --------- | ------------ |
| 25 aprile 2018  |           |              |
| B68 Toftir      | 0 – 4     | HB Tórshavn  |
| B71 Sandur      | 4 – 0     | Giza/Hoyvik  |
| TB/FCS/Royn     | 2 – 1     | KÍ Klaksvík  |
| Undrið FF       | 0 – 3     | EB/Streymur  |
| ÍF Fuglafjørður | 0 – 3     | B36 Tórshavn |
| NSÍ Runavík     | 0 – 1     | AB Argir     |
| Skála ÍF        | 1 – 0     | 07 Vestur    |

## Quarti di finale
| Squadra 1      | Risultato       | Squadra 2   |
| -------------- | --------------- | ----------- |
| 9 maggio 2018  |                 |             |
| AB Argir       | 2 – 2 (3-1 dtr) | EB/Streymur |
| 10 maggio 2018 |                 |             |
| B36 Tórshavn   | 2 – 0           | Skála ÍF    |
| Víkingur Gøta  | 0 – 2           | TB/FCS/Royn |
| HB Tórshavn    | 6 – 0           | B71 Sandur  |

## Semifinali
| Squadra 1                       | Totale | Squadra 2   | Andata | Ritorno |
| ------------------------------- | ------ | ----------- | ------ | ------- |
| 30 maggio 2018 / 13 giugno 2018 |        |             |        |         |
| HB Tórshavn                     | 6 – 1  | AB Argir    | 2 – 0  | 4 – 1   |
| B36 Tórshavn                    | 8 – 2  | TB/FCS/Royn | 4 – 2  | 4 – 0   |

## Finale
| Tórshavn 25 agosto 2018, ore 18:45 UTC+0     | B36 Tórshavn         | 2 – 2 | HB Tórshavn | Tórsvøllur |
| \| \| \| \| \| \| Tiri di rigore 5 – 4 \| \| |                      |       |             |            |
|                                              |                      |       |             |            |
|                                              | Tiri di rigore 5 – 4 |       |             |            |